# Angelo Geniani
Angelo Geniani OCist (* 20. Oktober 1802 in Varallo; † 13. Januar 1867 in Perugia) war ein italienischer römisch-katholischer Geistlicher, Zisterzienser, Abt und Generalabt.

## Leben und Werk
Geniani war von 1822 bis 1834 Zisterzienser im Kloster Consolata („Maria Trost“) in Turin, musste dann nach Rom wechseln und ging von dort als Abt-Vikar an den (seit 1827 zisterziensischen) Santuario della Beata Vergine del Trompone in Moncrivello, Provinz Vercelli. 1843 wurde er Prokurator beim König von Sardinien in Turin und Abt des Klosters Santa Maria della Pieve in Cortemilia (Piemont). Von 1853 bis 1856 war er (als Nachfolger von Tommaso Mossi) Generalabt des Zisterzienserordens und Abt von Santa Croce in Gerusalemme in Rom (Nachfolger: Teobaldo Cesari). Dann leitete er das Kloster San Bernardo in Perugia (später aufgelöst).